# Sierra Nevada (Stany Zjednoczone)
Sierra Nevada – pasmo górskie w Ameryce Północnej, na obszarze Stanów Zjednoczonych, wchodzące w skład Kordylierów. Położone pomiędzy Doliną Kalifornijską na zachodzie i Wielką Kotliną na wschodzie, w Kalifornii; niewielki fragment leży w Nevadzie. Długość pasma wynosi około 700 km.
Sierra Nevada zbudowana jest z gnejsów i skał magmowych oraz łupków i dolomitów. Wznosi się do 4418 m n.p.m. (Mount Whitney – najwyższy szczyt USA poza Alaską). Skały tworzące góry powstały ok. 100 mln lat temu głównie jako granitowy batolit. Ruchy górotwórcze rozpoczęły się ok. 4 mln lat temu. Towarzysząca temu erozja, powodowana w znacznej mierze przez lodowce, doprowadziła do powstania obecnej rzeźby terenu. Powolne wypiętrzanie gór trwa w dalszym ciągu.
Wskutek tych procesów uformowany został potężny blok górski o wyraźnie zaznaczonej asymetrii stoków. Wschodnie stoki są łagodniejsze, zachodnie – bardziej strome i silniej rozczłonkowane. Zlodowacenie plejstoceńskie pozostawiło liczne formy polodowcowe: kotły, żłoby, misy jeziorne. Stoki Sierra Nevada (powyżej 1200 m n.p.m.) porastają lasy iglaste ze znacznym udziałem sekwoi, przekraczających 60 m wysokości (np. Grizzly Giant 64 m), ale mających ok. 1900–2400 lat. Sierra Nevada stanowi barierę klimatyczną, skłon wschodni jest znacznie suchszy od zachodniego. Na wysokościach ok. 3000 m n.p.m. obserwuje się charakterystyczne zjawisko atmosferyczne nazywane arbuzowym śniegiem.
Spośród złóż mineralnych występują złoto i wolfram. W latach 1848–1855 u zachodnich podnóży gór miała miejsce kalifornijska gorączka złota. Północną część pasma przecinają 3 linie kolejowe i kilka dróg samochodowych. Słynne parki narodowe: Yosemite, Kings Canyon i Sequoia. W Sierra Nevada położone jest również jezioro Tahoe.

## Najwyższe szczyty Sierra Nevada
- Mount Whitney - 4418 m n.p.m.[1]
- Mount Williamson - 4381 m n.p.m.
- North Palisade - 4341 m n.p.m.
- Mount Sill - 4314 m n.p.m.
- Mount Russell - 4294 m n.p.m.
- Polemonium Peak - 4292+ m n.p.m.
- Split Mountain - 4285 m n.p.m.
- Mount Langley - 4275  m n.p.m.
- Mount Tyndall - 4273 m n.p.m.
- Mount Muir - 4273  m n.p.m.
- Middle Palisade - 4271 m n.p.m.
- Mount Barnard - 4264 m n.p.m.
- Mount Keith - 4262 m n.p.m.